# Вільгельм Зайц
Вільгельм Антон Зайц (нім. Wilhelm Anton Seitz; ? — 1926) — німецький льотчик-ас, лейтенант Імперської армії.

## Біографія
Учасник Першої світової війни, 10 листопада 1916 року вступив у 8-му винизщувальну ескадрилью у званні віцефельдфебеля. У складі цієї ескадрильї льотчик літав в 1917 і більшій частині 1918 року, доки у вересні 1918 року не прийняв командування над 68-ю винищувальною ескадрильєю. Наприкінці 1918 року був проведений в офіцери.
Всього на рахунку льотчика 16 повітряних перемог.

## Нагороди
- Залізний хрест 2-го і 1-го класу
- Нагрудний знак військового пілота
- Срібна медаль Військових заслуг Карла Фрідріха (18 вересня 1918)